# Zienken
Zienken (en dialecte alémanique local : Zienke) est un village du Markgräflerland, dans le Sud-Ouest du Land de Bade-Wurtemberg en Allemagne. Il forme une entité indépendante jusqu'à son incorporation dans la commune de Neuenburg am Rhein en 1971. Zienken compte 935 habitants le 31 décembre 2015.

## Géographie
Zienken se trouve à 3 km au nord du centre-ville de Neuenburg am Rhein, non loin du Vieux Rhin.

## Histoire
Le lieu est mentionné pour la première fois sous le nom de Zuinkon dans un document écrit en 1251. Dans un autre document daté de 1360, une église est nommée Zünkon in decanatu Newenburg. Le village est ensuite appelé Zünckheim (1493), Zeünken (1560) avant d'obtenir son nom actuel.
Il s'agit d'un ancien village de pêcheurs,.
Le village est ravagé par la guerre de Trente Ans. Il est ensuite repeuplé, notamment par des familles venues de Suisse et de Forêt-Noire.
Le 1er janvier 1971, Zienken devient un quartier de la commune de Neuenburg am Rhein. Il s'agit du plus petit quartier de la commune.

## Bâtiments historiques

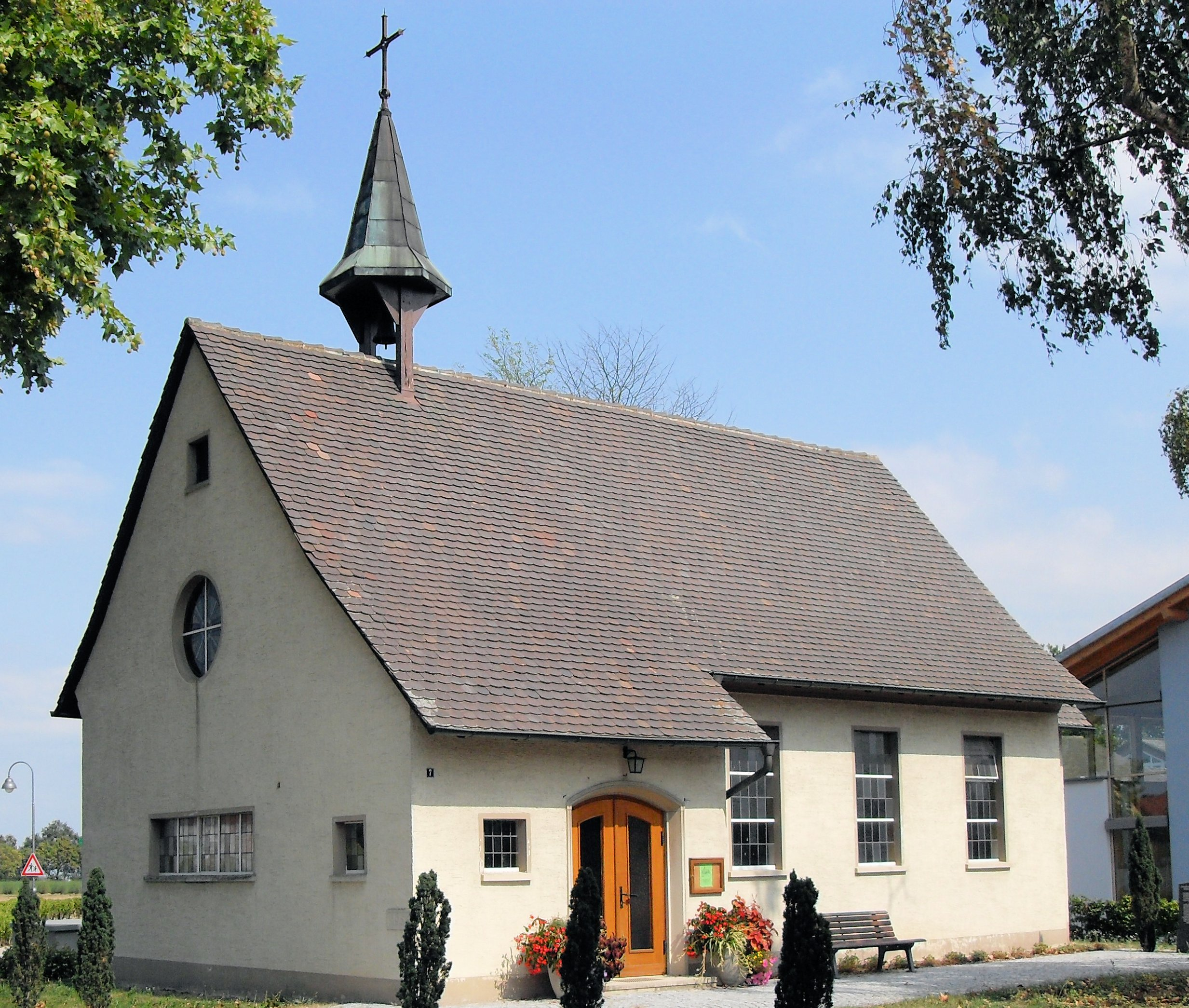
La Christuskirche
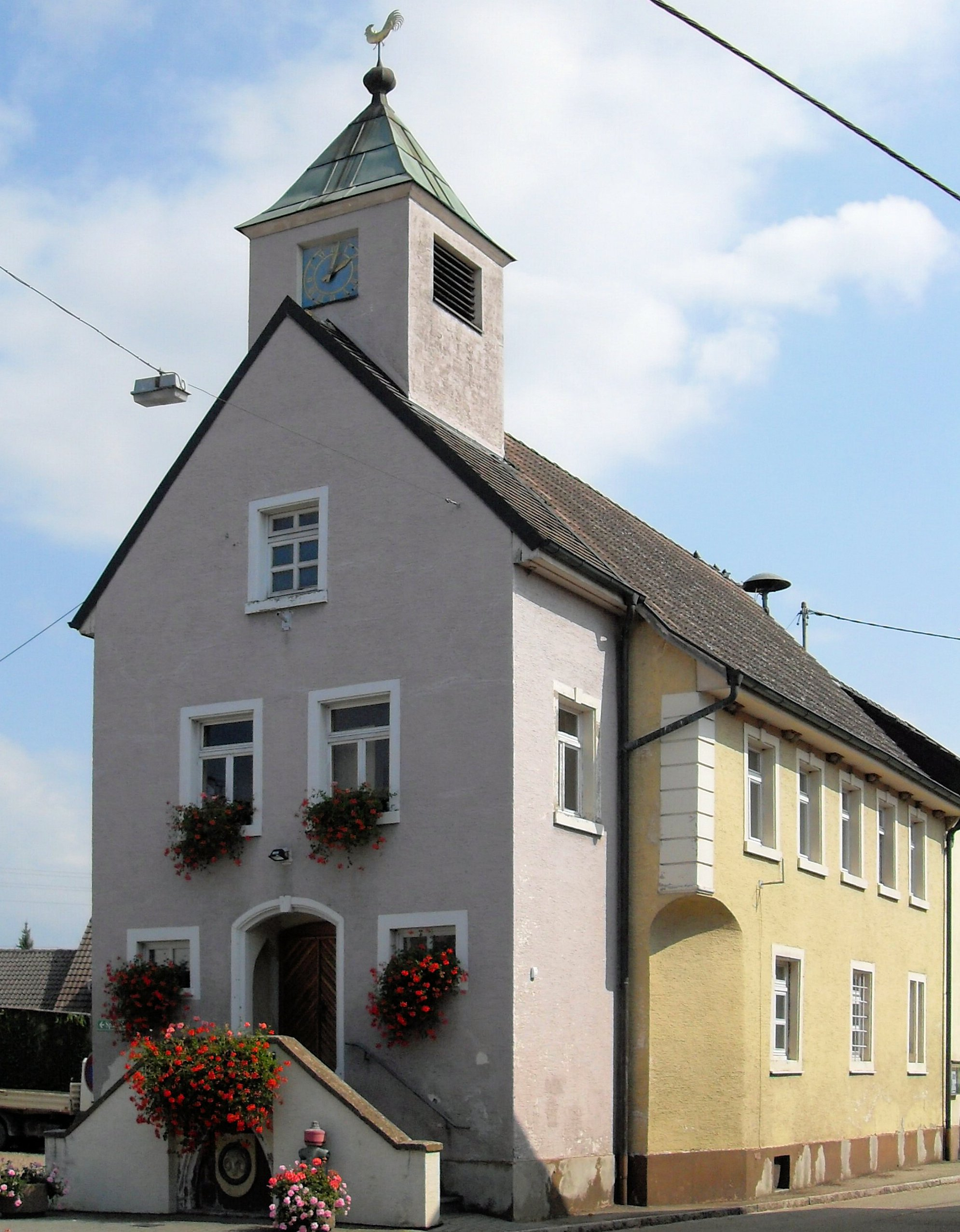
La vieille mairie (Altes Rathaus)